# Vigreuxkolom

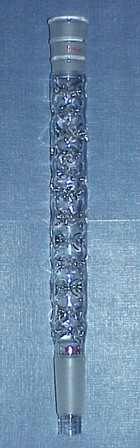
Vigreuxkolom

Een vigreuxkolom is een stuk laboratoriumglaswerk dat gebruikt wordt als fractionatiekolom bij gefractioneerde destillaties. De vigreuxkolom wordt in Nederlandstalige landen ook wel spijkeropzet genoemd. In tegenstelling tot andere soorten fractionatiekolommen heeft de vigreuxkolom geen gladde binnenwand, maar een serie van naar beneden wijzende glazen uitstulpingen. Deze zorgen voor een verhoging van het contactoppervlak, zonder dat daarbij de lengte van de kolom moet gewijzigd worden.
De instulpingen helpen om stoffen met een hoger kookpunt boven in de kolom (het is daar koeler dan onderin) opnieuw vloeibaar te laten worden, zodat de damp meer van de lager kokende stoffen bevat. Helaas wordt ook een klein deel van de lager kokende stoffen ook weer vloeibaar. Tijdens het naar beneden stromen van de vloeistof komt deze in een steeds warmere omgeving, waardoor de stoffen met een lager kookpunt weer verdampen. De stoffen worden daardoor veel zuiverder dan bij een gewone destillatie.
Er ontstaat in de kolom dus een herhaaldelijk proces van verdampen en condenseren, waardoor de uiteindelijke dampsamenstelling min of meer uit één stof bestaat. De vigreuxkolom wordt verticaal geplaatst boven een rondbodemkolf, waarin de te destilleren stof zit.
De vigreuxkolom werd genoemd naar de Franse scheikundige Henri Vigreux, die hem in 1904 uitvond.